# Birds, Happiness & Still not Worried
Birds, Happiness & Still not Worried is het debuutalbum van de Nederlandse popband Coparck. Het album kwam uit in september 2001 op het label van Virgin Records. Into Routine is het meest bekende nummer van het album. Het album werd op 28 september 2001 in Club Lek aan het publiek gepresenteerd.

## Nummers
1. "Awake" - 4:11
2. "Insert Space" - 3:18
3. "Into Routine" - 3:49
4. "Filling Holes" - 6:00
5. "Easy Install" - 3:37
6. "And Still Not Worried" - 1:54
7. "The Wrong Title for the Right Song" 2:52
8. "Sustain" - 3:54
9. "Cynical Flower" - 2:25
10. "The Society Swingers from the Jet Set" - 2:49
11. "The Inevitable Return of Happiness" 3:03
12. "Better Sound Through Research" - 0:47
13. "Not Everyday's the Same" - 3:48
14. "First Case" - 2:23
15. "Song for a Next Album (... Asleep)" 5:51

## Bezetting
- Odilo Girod - zang, gitaar, toetsen
- Maurits de Lange - piano, synths beats&sounds
- Rik Hansen - contrabas, backing vocals
- Marcel van As - drums, beats & sounds, backing vocals